# Blanco (cantante)
Riccardo Fabbriconi (Brescia, 10 de febrero de 2003), conocido artísticamente como Blanco, es un cantautor y rapero italiano.
Saltando a la palestra con el álbum número uno y triple platino Blu celeste, que contiene entre los éxitos Notti in bianco, Paraocchi y el sencillo homónimo, ganó el Festival de Sanremo 2022 con Brividi, a dúo con Mahmood, ganándose el derecho a representar a Italia en el Festival de la Canción de Eurovisión 2022 y quedando finalmente en sexto lugar.

## Biografía
Nacido en Brescia de padre romano y madre lombarda, Fabbriconi pasó la mayor parte de su infancia en su ciudad natal, Calvagese della Riviera y Desenzano del Garda, donde asistió a la escuela. De niño escuchaba a Lucio Battisti, Lucio Dalla y Pino Daniele gracias a su padre, así como gran parte de la radio pop; durante su adolescencia se acercó al mundo del hip hop.
En junio de 2020, publicó el EP Quarantine Paranoid en SoundCloud, con el que Universal Music se fijó en él y le ofreció un contrato discográfico. A este le siguió el sencillo debut Belladonna (Adieu), mientras que en julio se lanzó Notti in bianco, que se convertiría en un sleeper-hit durante el verano de 2021, alcanzando el 2.º puesto del Top Singoli de la FIMI. Asimismo, el 8 de enero de 2021, lanzó La canzone nostra, sencillo creado en colaboración con el productor Mace y el rapero Salmo. Este ocupó el primer lugar en la lista de singles italianos, siendo la primera vez para un sencillo de Blanco; luego, recibiría cinco discos de platino por producir más de 350 000 unidades vendidas.
El 25 de febrero de 2021, lanzó Paraocchi, alcanzando también el top diez. Del mismo modo, el 18 de junio de 2021, salió a la luz el sencillo Mi fai impazzire, que contó con la participación del rapero Sfera Ebbasta; después de ascender en el Top Singoli, subió al primer puesto que ocuparía durante ocho semanas consecutivas, siendo certificado seis veces platino con 420 000 unidades.
El 10 de septiembre de 2021, el artista lanzó su álbum debut Blu celeste, que contendría nueve temas inéditos producidos por Michelangelo, así como los sencillos lanzados anteriormente Notti in bianco, Ladro di fiori y Paraocchi. El disco, que debutó directamente en la cima de la lista de álbumes italianos, fue certificado oro por la FIMI después de una semana por haber sumado más de 25 000 unidades de ventas el todo el país y platino la semana siguiente. En el mismo período de referencia, el sencillo del mismo nombre se colocó en lo más alto de su ranking, y el cantante ocupó toda la lista de las 10 más populares con sus canciones; además, las 12 pistas contenidas en el álbum aparecieron al mismo tiempo en el mismo ranking. En noviembre de 2021, salió como sencillo de radio Finché non mi seppelliscono.
En febrero de 2022, participó en el Festival anual de Sanremo, a dúo con Mahmood, con quien interpretó la canción de desamor "Brividi". La canción ganó el festival y fue designada como representante de Italia en el Festival de la Canción de Eurovisión 2022 en Turín. La crítica observó cómo, por primera vez en la historia del Festival, una candidatura puso el amor homosexual al mismo nivel que el que existe entre un hombre y una mujer. La pieza, con más de 3,3 millones de reproducciones acumuladas en 24 horas, estableció la primacía de la canción con el mayor número de reproducciones en streaming recopiladas en un día en Spotify en suelo italiano. Además, acabó debutando en el primer puesto del ranking italiano tras solo tres días de seguimiento. Finalmente "Brividi" quedó en sexto puesto en el Festival de la Canción de Eurovisión 2022 por detrás de Serbia, Suecia, España, Reino Unido y Ucrania.

## Discografía

### Álbumes de estudio
- 2021: Blu celeste
- 2023: Innamorato

### Sencillos
- 2020: «Belladonna (Adieu)»
- 2020: «Notti in bianco»
- 2020: «Ladro di fiori»
- 2021: «La canzone nostra» con Mace y Salmo
- 2021: «Paraocchi»
- 2021: «Mi fai impazzire» con Sfera Ebbasta
- 2021: «Blu celeste»
- 2021: «Finché non mi seppelliscono»
- 2022: «Brividi» con Mahmood
- 2022: «Nostalgia»
- 2023: «Un briciolo di allegria» con  Mina

## Giras
- 2022 - Blu celeste tour